# Willem III van Nevers
Willem III van Nevers (circa 1110 - Auxerre, 21 november 1161) was van 1148 tot aan zijn dood graaf van Nevers, Auxerre en Tonnerre. Hij behoorde tot het huis Nevers.

## Levensloop
Willem III was een zoon van graaf Willem II van Nevers en diens echtgenote Adelheid, wier afkomst onbekend gebleven is.
In 1137 ondersteunde hij graaf Godfried V van Anjou bij de verovering van Normandië. Tien jaar later begeleidde hij samen met zijn broer Reinoud koning Lodewijk VII van Frankrijk bij de Tweede Kruistocht, waarbij zijn broer in 1148 tijdens gevechten in Klein-Azië sneuvelde. 
Datzelfde jaar volgde hij zijn vader op als graaf van Nevers, Auxerre en Tonnerre. Willem III overleed in 1161 en werd bijgezet in de Saint-Germainabdij van Auxerre.

## Huwelijk en nakomelingen
Willem was gehuwd met Ida van Sponheim (overleden in 1178), dochter van hertog Engelbert van Karinthië. Ze kregen volgende kinderen:
- Willem IV (1130-1168), graaf van Nevers, Auxerre en Tonnerre
- Gwijde (overleden in 1175), graaf van Nevers, Auxerre en Tonnerre
- Reinoud (overleden in 1191), heer van Decize
- Adelheid (1145-1195), huwde met graaf Reinoud IV van Joigny